# Leganes
Leganes (Bayan ng Leganes) är en kommun i Filippinerna. Kommunen ligger på ön Panay, och tillhör provinsen Iloilo.

## Barangayer
Leganes är indelat i 18 barangayer.
| - M.V. Hechanova (Balagon) - Bigke - Buntatala - Cagamutan Norte - Cagamutan Sur - Calaboa - Camangay - Cari Mayor - Cari Minor | - Gua-an - Guihaman - Guinobatan - Guintas - Lapayon - Nabitasan - Napnud - Poblacion - San Vicente |